# Szkoła düsseldorfska
Szkoła düsseldorfska – kierunek muzyki elektronicznej, który zaczął się kształtować w 1970 roku w Düsseldorfie i rozwijał się aż do 1986 roku. Dzięki czemu utwory z tego nurtu poza tym, że cechowała je perkusyjna, transowa motoryka (styl ten został zapoczątkowany przez perkusistę Can, Jakiego Liebezeita, zaś później później nazwany przez dziennikarzy motorik, od niemieckiej gry słów oznaczających „umiejętności motoryczne”, co miało przywoływać skojarzenia z powtarzającym się, nieustannym doświadczeniem jazdy po autostradzie). Miały charakter trochę bardziej przystępny i do tego bliższy muzyce pop (chociaż nie w każdym przypadku, ponieważ styl każdego z wykonawców, miał charakter mniej lub bardziej awangardowy), niż to, co robili artyści wywodzący się ze szkoły berlińskiej (Florian Schneider z zespołu Kraftwerk twierdzi, ze choć muzycy tutaj byli świadomi tego, co robili twórcy z Berlina, tacy jak Tangerine Dream – to wymiana inspiracji między nimi była niewielka, m.in. z powodu ówczesnych trudności politycznych związanych z podróżowaniem do Berlina Zachodniego). Kierunek ten, choć dziś w dużej mierze zapomniany poza terenem Niemiec. Ukształtował, bądź wydatnie pomógł w rozwoju tej części popularnej muzyki elektronicznej, która zaistniała w powszechnej świadomości.

## Historia
Wszystko zaczęło się w latach 70. wraz z pojawieniem się takich zespołów jak: Can, Cluster, Kraftwerk, Neu!, a później następnych, takich jak np. La Düsseldorf, D.A.F., Der Plan, Liaisons Dangereuses, Riechmann, Rheingold czy Propaganda. W tamtych czasach wybór instrumentów, determinowała ilość zgromadzonej gotówki, przeznaczonej na ten cel. Bardziej awangardowi twórcy preferowali sprzęt EMS, ponieważ nie był on wyposażony w klawiaturę, podczas gdy melodycy, wybierali minimooga. Wraz z rozwojem tego kierunku w latach 80., zespoły muzyczne młodszej generacji, takie jak D.A.F. i Die Krupps, wykorzystywały przystępne cenowo, japońskie syntezatory (m.in. Korg MS20), co okazało się elementem przełomowym na początku ich kariery. Wówczas powstawały m.in. brzmienia, składające się w całości z instrumentów elektronicznych, takich jak: syntezatory i automaty perkusyjne. Düsseldorf był mekką muzyki elektronicznej i doprowadził do powstania lub utorował drogę następującym gatunkom muzycznym: krautrock, synth pop, spacesynth, EBM (Electric Body Music), techno i electro. Kraftwerk był cytowany jako źródło inspiracji dla niezliczonej rzeszy wykonawców z lat 80., którzy są twórcami współczesnych gatunków muzyki elektronicznej, które obecnie dominują w światowej popkulturze. Ważną postacią dla tego środowiska był inżynier dźwięku i producent muzyczny Conny Plank, który współpracował z zespołami: Kraftwerk, Cluster i Neu! (później także z D.A.F.). Kooperacje te wywarły silny wpływ na Davida Bowiego i Briana Eno. W swoim Conny's Studio koło Kolonii dokonał nagrań wielu przełomowych płyt, w tym Autobahn zespołu Kraftwerk (W 1974 roku Plank przyjął 5 tys. marek niemieckich, tym samym zrzekając się roli współproducenta płyty, po tym jak wytwórnia Capitol Records uzyskała licencję i przygotowała album do wydania w Stanach Zjednoczonych) czy Vienna grupy Ultravox. Wiosną 2015 roku Rudi Esch (szerzej znany jako basista zespołu Die Krupps do którego dołączył w 1988 roku, zaś wcześniej członek grupy Die Engel Des Herrn, gdzie współpracował m.in. z Klausem Dingerem z Neu! i La Düsseldorf) wydał swoją książkę pt. ELECTRI_CITY – Elektronische Musik Aus Düsseldorf w dwóch wersjach językowych: niemieckiej i angielskiej (ELECTRI_CITY – The Düsseldorf School of Electronic Music). Mieszkając w tym mieście w latach 80., autor był świadkiem wielu zdarzeń, które kształtowały tzw. szkołę düsseldorfską – i który uchwycił esencję tego ruchu, dzięki zbiorowi ponad pięćdziesięciu wywiadów i szeregu informacji, które obrazują od wewnątrz na temat powojennej, niemieckiej sceny muzycznej, której centrum stanowiło miasto Düsseldorf. Wśród osób udzielających wywiadów znaleźli się: Michael Rother, Klaus Dinger, Wolfgang Flür, Daniel Miller, Paul Humphreys, Andy McCluskey, Martyn Ware, Glenn Gregory, Chris Cross, Ryuichi Sakamoto, Giorgio Moroder czy Rusty Egan, autor jednego z najzabawniejszych cytatów w ww. książce: Dla mnie Niemcy produkowali samochody i rakiety. Mercedes i Messerschmitt to nazwy, które znałem przed Kraftwerk. Poruszono w niej także drażliwą kwestię traktowania Conny'ego Planka przez muzyków grupy Kraftwerk. Nie wiem, gdzie byłby dzisiaj Kraftwerk, gdyby nie Conny – powiedział Hans Lampe, asystent Planka, a później członek zespołu La Düsseldorf.